# John Steinbock

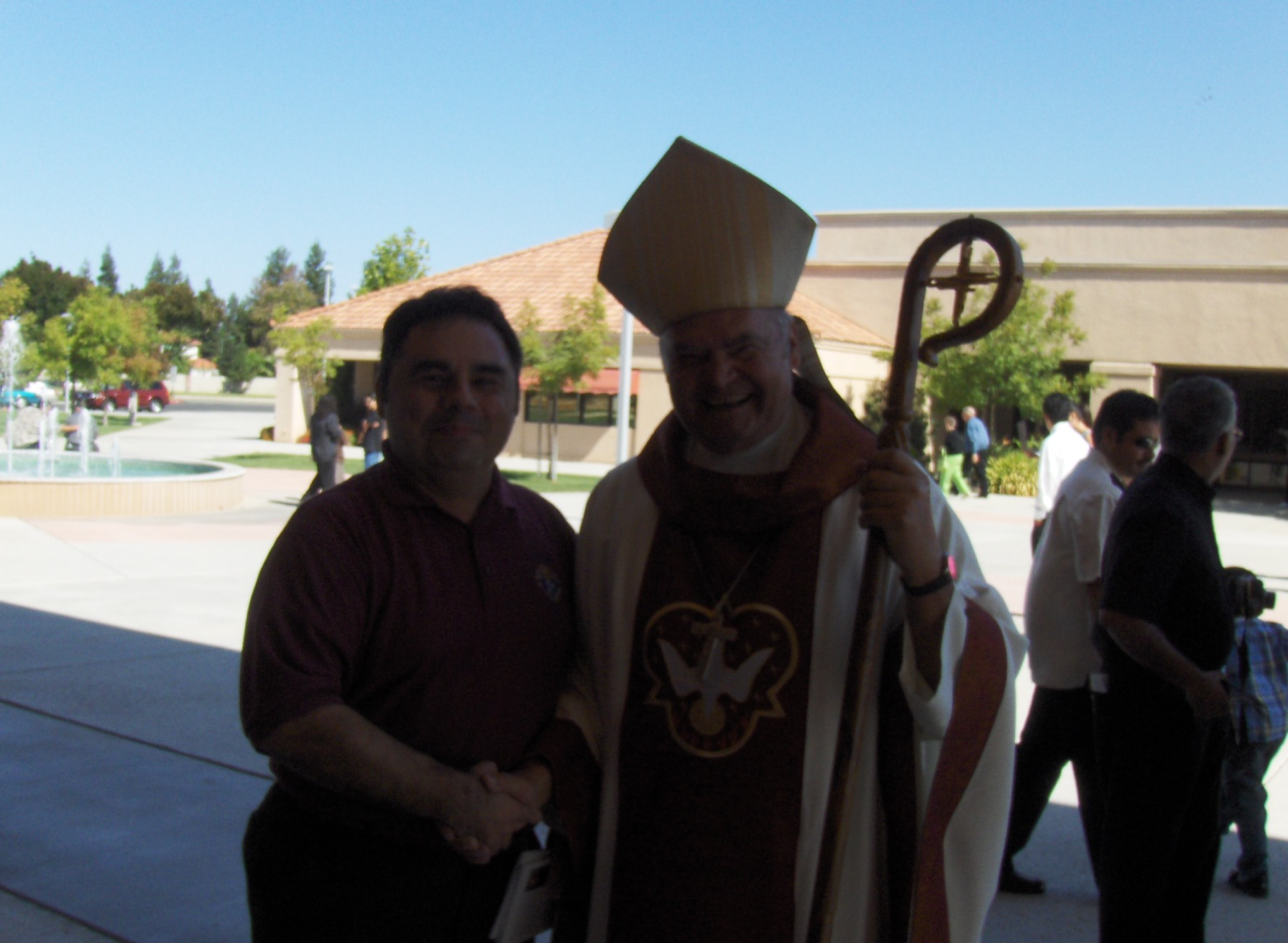
Bischof John Steinbock

John Thomas Steinbock (* 16. Juli 1937 in Los Angeles, Kalifornien; † 5. Dezember 2010 in Fresno, Kalifornien) war ein US-amerikanischer Geistlicher und römisch-katholischer Bischof von Fresno.

## Leben
John Steinbock wurde in Los Angeles geboren. Er trat im Jahr 1957 in das St. John’s Seminary in Camarillo ein und wurde am 1. Mai 1963 in Los Angeles von Erzbischof James Francis Kardinal McIntyre zum Priester geweiht. Nach verschiedenen Aufgaben in der Seelsorge in East Los Angeles wurde er an die Kathedrale St. Vibiana des Erzbistums Los Angeles berufen.
Am 29. Mai 1984 ernannte Papst Johannes Paul II. Steinbock zum Titularbischof von Midila und zum Weihbischof in Orange in California. Am 14. Juli 1984 empfing er durch Timothy Kardinal Manning die Bischofsweihe; Mitkonsekratoren waren die Bischöfe William Robert Johnson von Orange und Manuel Duran Moreno von Tucson.
Steinbock wurde am 27. Januar 1987 zum Bischof von Santa Rosa ernannt und am 31. März desselben Jahres in das Amt eingeführt. Er setzte sich während seiner Zeit in Santa Rosa besonders für die Hispanics und Obdachlosen in seiner Diözese ein, aber auch für die Priester, besonders für jene im Ruhestand.
Am 15. Oktober 1991 wurde er zum Bischof von Fresno ernannt. Die Amtseinführung fand am 24. November desselben Jahres statt.
Im August 2010 gab Steinbock bekannt, dass bei ihm Lungenkrebs diagnostiziert worden sei. Ungefähr einen Monat vor seinem Tod wurde er in das St. Agnes Medical Center in Fresno eingewiesen. Nachdem sich der Gesundheitszustand des Bischofs in den folgenden Wochen zunehmend verschlechtert hatte, verstarb John Steinbock am 5. Dezember 2010 mit 73 Jahren im St. Agnes-Krankenhaus in seiner Bischofsstadt. Er wurde auf dem Saint Peters Cemetery in Fresno bestattet.
Steinbocks Wahlspruch lautete All for the love of God („Alles für die Liebe Gottes“).

## Publikationen
- Ministry of Presence: Vignettes of Skid Row and East L.A. Ministry. Nedder Pub., Tucson (Arizona) 2003, ISBN 978-1-893757-33-2 (englisch).